# 29 (мини-альбом)
29 — мини-альбом американской кантри-певицы Карли Пирс, вышедший 19 февраля 2021 года на лейбле Big Machine Records. Продюсерами были Шейн Маканалли, Джош Осборн, Jimmy Robbins. Это третья музыкальная коллекция, выпущенная в карьере Пирс, и её первый мини-альбом. Его ведущий сингл, «Next Girl», появился в кантри-чартах после релиза в 2020 году.
Мини-альбом 29 был номинирован на премию Ассоциации кантри-музыки в категории «Альбом года» на 55-й ежегодной церемонии вручения наград Ассоциации кантри-музыки в 2021 году.

## Об альбоме
В 2017 году Карли Пирс получила свой первый хит с синглом «Every Little Thing». Трек был спродюсирован её музыкальным соавтором Busbee, который умер в 2019 году. Кроме того, в 2020 году Пирс развелась с мужем, Майклом Рэем. Обе неудачи в личной жизни подтолкнули Пирс к сочинению материала и созданию нового музыкального проекта. «В том горе я начала плавать, чтобы спастись от печали, а потом поняла, что нашла что-то ещё более глубокое», — вспоминает она. Согласно интервью Rolling Stone, новый сборник альбомов был необходим, тем более что её предыдущий релиз был посвящён идее влюблённости и счастья.
Пирс обнаружила, что у неё появилось значительное количество времени, которое она могла посвятить созданию мини-альбома 29. После развода и пребывания дома в связи с пандемией COVID-19 она вдохновилась на создание альбома. «Карантин был добр ко мне», — прокомментировала она в 2020 году. Название альбома было обусловлено возрастом Пирс на момент принятия решения о создании альбома. В интервью Billboard Пирс объяснила, что не собиралась делать «тематический альбом ни в коем случае». Вместо этого она пришла к выводу, что альбом был создан на основе опыта, сформировавшегося в течение её 29 лет.
29 был спродюсирован Шейном МакАналли, Джошем Осборном и Джимми Роббинсом. Все три продюсера также приняли участие в создании нескольких песен альбома. Это был её первый совместный проект с продюсерами после смерти Busbee. Пирс и её коллеги-продюсеры разделяли увлечение «кантри-музыкой девяностых» и хотели сделать альбом, сосредоточенный на этом конкретном звучании. Для проекта были выбраны инструменты, напоминающие о той эпохе кантри-музыки, такие как добро и скрипка. На запись также повлияли исполнители музыки того десятилетия, включая Патти Лавлесс, Ребу МакЭнтайр и Ли Энн Вомак.

## Релиз и чарты
29 был выпущен на цифровых и потоковых сайтах 19 февраля 2021 года на лейбле Big Machine Records. Лид-сингл проекта, «Next Girl», был выпущен в полночь 4 сентября 2020 года. 28 сентября «Next Girl» была добавлена на кантри-радио, получив 57 радиореклам от станций кантри-музыки по всем Соединённым Штатам. После этого песня попала в топ-40 чартов Billboard Hot Country Songs и Country Airplay. 29 стал третьим релизом Пирс, попавшим в чарт Billboard Top Country Albums, войдя в топ-10. Он также стал третьим релизом пенвицы, попавшим в основной американский хит-парад Billboard 200, где он достиг топ-100 и провёл в чарте две недели.

## Отзывы
| Оценки критиков     | Оценки критиков                                                                    |
| Источник            | Оценка                                                                             |
| ------------------- | ---------------------------------------------------------------------------------- |
| Allmusic            | 3,5 из 5 звёзд · 3,5 из 5 звёзд · 3,5 из 5 звёзд · 3,5 из 5 звёзд · 3,5 из 5 звёзд |
| Entertainment Focus | 5 из 5 звёзд · 5 из 5 звёзд · 5 из 5 звёзд · 5 из 5 звёзд · 5 из 5 звёзд           |

С момента выхода мини-альбом 29 получил положительные отзывы критиков. Rolling Stone высоко оценил несколько треков, включая «Next Girl», которую Джон Фриман назвал «острым, энергичным предупреждением о парне, который знает, как сказать все правильные вещи». Фримен выделил заглавный трек альбома как «разрушительную центральную часть», а также отметил, что в 29 есть прогрессия, которую можно проследить на протяжении всей пластинки: «В конечном счёте, в семи треках прослеживается прогрессия, завершающаяся в месте надежды — реалистичной, с ясным взглядом — после тяжёлых испытаний». Триша Депре из American Songwriter назвала 29 «изысканным сборником из семи песен, продолжающим приподнимать чёрную завесу с одного из самых судьбоносных периодов жизни Пирса».
Британское издание Entertainment Focus оценило альбом пятью звёздами из пяти в своей рецензии. Пип Эллвуд-Хьюз назвал 29 «чистым золотом», особо отметив такие треки, как «Next Girl» и «Should’ve Known Better». Эллвуд-Хьюз сравнил заглавный трек с синглом The Chicks «Wide Open Spaces». В целом он заключил, что «29, несомненно, был болезненным проектом для записи и объединения, но это потрясающая коллекция от артистки, находящейся на вершине своей игры». Джерретт Франклин из Nashville Music Reviews также положительно оценил EP. Он назвал проект «сильным релизом», а его материал — «абсолютно потрясающим». В заключение Франклин сказал: «Весь EP отправляет вас в путешествие. Карли Пирс отлично справляется со своей работой, демонстрируя свои эмоции в песнях и заставляя слушателей почувствовать то же, что и она».
Издание «Off the Record UK» в начале своей рецензии назвало 29 «потрясающе уязвимым и сырым проектом». Авторы высоко оценили глубину и качество написания песен Пирс, отметив, что её стиль значительно повзрослел. В заключение издание отметило: «Это безупречный, уравновешенный и грациозный рассказ о сердечной боли во всех её формах, который открывает новую главу как в профессиональной, так и в личной жизни Пирс. Следующая глава выглядит невероятно яркой, а главное — мощной и подлинной». Стивен Томас Эрлевайн из Allmusic поставил проекту три с половиной звезды. Он счёл, что авторство песен Пирс «чересчур навязчиво», но оценил её честность как вокалистки: «…её уязвимость очаровательна, а мастерство, с которым ей помогают продюсеры Шейн МакАналли и Джош Осборн, прочно, так что музыка сохраняет свою привлекательность даже после того, как истории становятся знакомыми».

## Список композиций
Слова и музыка всех песен — Карли Пирс, с дополнительными соавторами, где указано.
| №                   | Название                 | Автор(ы)                         | Длительность |
| ------------------- | ------------------------ | -------------------------------- | ------------ |
| 1.                  | «Next Girl»              | Shane McAnally Josh Osborne      | 2:44         |
| 2.                  | «Should've Known Better» | Jordan Reynolds Emily Shackleton | 3:01         |
| 3.                  | «29»                     | McAnally Osborne                 | 3:42         |
| 4.                  | «Liability»              | McAnally Osborne                 | 2:44         |
| 5.                  | «Messy»                  | Sarah Buxton Jimmy Robbins       | 2:53         |
| 6.                  | «Show Me Around»         | Shackleton Ben West              | 3:40         |
| 7.                  | «Day One»                | McAnally Osborne Matthew Ramsey  | 3:30         |
| Общая длительность: | Общая длительность:      | Общая длительность:              | 22:14        |

## Позиции в чартах

### Еженедельные чарты
| Чарт (2021)                        | Высшая позиция |
| ---------------------------------- | -------------- |
| США (Billboard 200)                | 83             |
| США (Billboard Top Country Albums) | 9              |

### Годовые итоговые чарты
| Чарт (2021)                       | Позиция |
| --------------------------------- | ------- |
| US Top Country Albums (Billboard) | 90      |

| Чарт (2023)                       | Позиция |
| --------------------------------- | ------- |
| US Top Country Albums (Billboard) | 74      |